# 빈 의과대학교
빈 의과대학교(영어: Medizinische Universität Wien)는 오스트리아 빈의 공립 대학이다. 1365년 만들어진 빈 대학교의 의학 대학이 분리되면서 생겨났다. 신성 로마 제국의 두 번째 의과 대학이자 독일어권에서 가장 오래된 의과 대학이다.
빈 의과대학은 오스트리아에서 가장 큰 의료 조직으로, 이곳에서 운영하는 빈 종합병원은 연간 605,000명의 외래 환자와 100,000명의 입원 환자를 받는다.

## 졸업생
- 지크프리트 바워 - 2006년 외국인 유일 의사 국가고시 합격자[2]